# Пролетарск
Пролетарск (на руски: Пролетарск) е град в Русия, административен център на Пролетарски район, Ростовска област. Населението му към 1 януари 2018 година е 19 032 души.